# Uva Longanesi
De uva Longanesi is een Italiaanse blauwe druivensoort, dat in 1972 de naam kreeg van de familie die deze druif van de ondergang heeft gered.

## Geschiedenis
Al meer dan 200 jaar wordt deze druif verbouwd rondom Bagnacavallo en aan het einde van de 19e eeuw was deze soort bijna uitgestorven. Totdat in 1913 Antonio Longanesi daar een stuk land kocht en een wijnstok omhoog zag groeien in een eikenboom. Antonio bleek in staat om er een goede huiswijn van te maken, die door de lokale bevolking zeer werd gewaardeerd. Pas in 1956 werd er hier professioneel een wijngaard aangelegd door zijn zoon Aldo. In 1972 vernoemde zoon Pietro deze druif naar zijn voorvaderen en het duurde nog tot 1999 voordat dit ras werd toegelaten in het Italiaanse rassenregister. Er zijn een drietal synoniemen: bursôn, Longanesi en negretto Longanesi.

## Kenmerken
Deze druif kent een gemiddelde rijpingstijd, van nachtvorst in het najaar is dus geen sprake. Ook heeft dit ras niet of nauwelijks last van allerlei schimmelziektes. De druiven zijn klein van formaat en hebben een dikke schil.
De wijnen, die van dit ras worden gemaakt, hebben het IGT Ravenna kwaliteitscertificaat. De IGT Ravenna wordt onderverdeeld in twee categorieën, namelijk de Etichetta Nero (zwart etiket) dat een ambitieuze versie is met een minimum van 20 maanden lagering op eikenhouten vaten en toevoeging van gedroogde druiven, die immers zeer geconcentreerde suikers bevat. De tweede variant is de Etichetta Blu (blauw etiket) met geen lagering, minder tannines en dus minder lang houdbaar. Deze wijn ondergaat ook de macération carbonique, waardoor deze al zeer snel drinkbaar is.

## Gebieden
Het is opmerkelijk dat een druivensoort maar op één plaats wordt verbouwd en dan nog wel op een oppervlakte van ruim 200 hectare. Deze wijngaard ligt nabij de gemeentes Bagnacavallo en Faenza, ten westen en zuidwesten van Ravenna in de regio Emilia-Romagna in het noordelijke gedeelte van centraal Italië.